# Sveriges ambassad i Tbilisi
Sveriges ambassad i Tbilisi är Sveriges diplomatiska beskickning i Georgien som är belägen i landets huvudstad Tbilisi. Beskickningen består av en ambassad, ett antal svenskar utsända av Utrikesdepartementet (UD) och lokalanställda. Ambassadör sedan 2023 är Anna Lyberg.

## Verksamhet
En av ambassadens främsta uppgifter är att främja politiska, ekonomiska och kulturella relationer mellan Sverige och Georgien. Ambassaden är sedan den 6 december 2010 belägen på gatan Turn Kipshidze street.

## Beskickningschefer

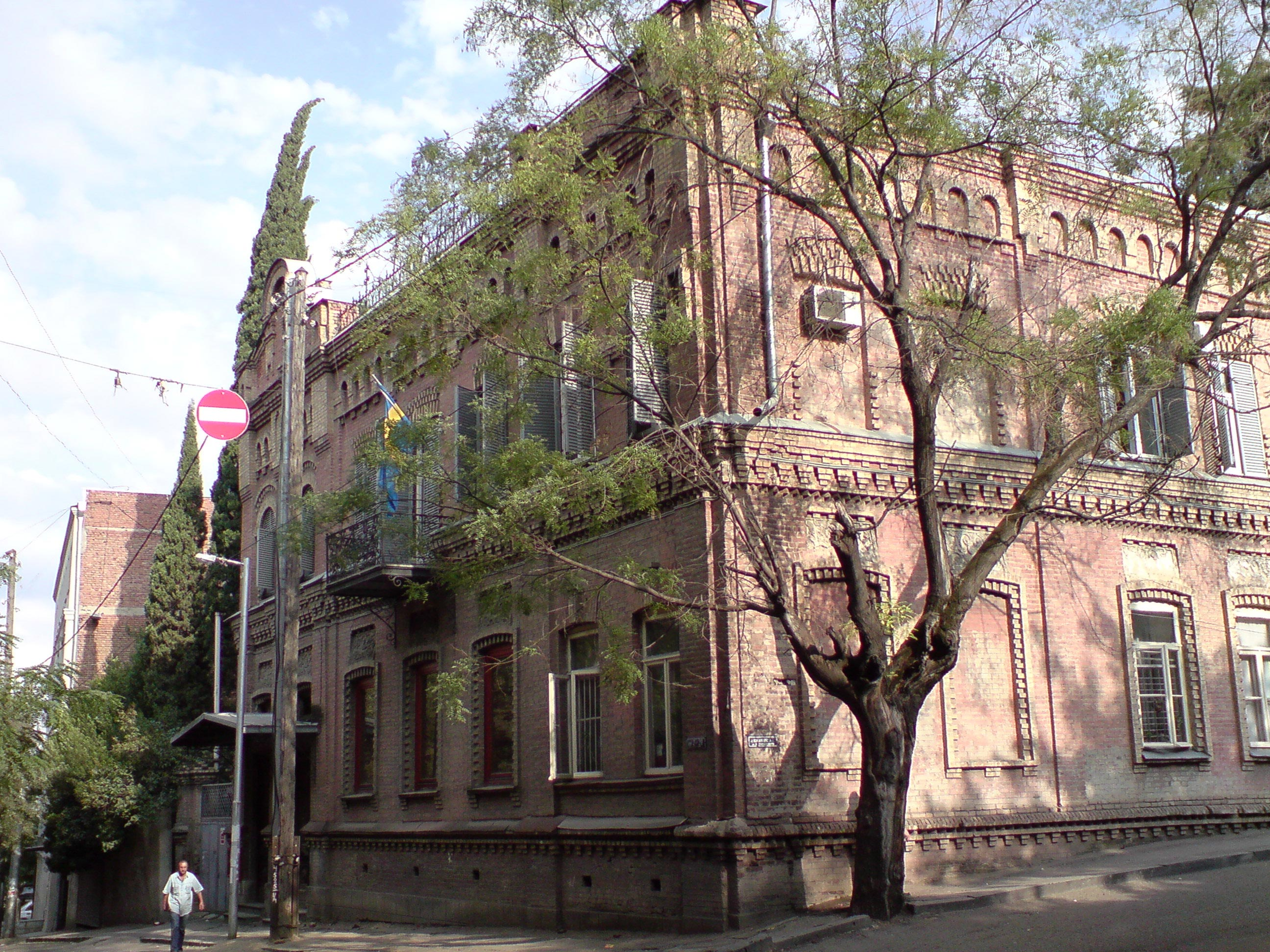
Sveriges ambassads gamla lokaler i Tbilisi.

| Namn             | Period    | Funktion   | Ackreditering                               |
| ---------------- | --------- | ---------- | ------------------------------------------- |
| Örjan Berner     | 1992–1994 | Ambassadör | Sidoackrediterad från ambassaden i Moskva.  |
| Hans Gunnar Adén | 2006–2010 | Ambassadör | Placerad i Stockholm.                       |
| Diana Janse      | 2010–2014 | Ambassadör | Sidoackrediterad till ambassaden i Jerevan. |
| Martina Quick    | 2014–2018 | Ambassadör |                                             |
| Ulrik Tideström  | 2018–2023 | Ambassadör |                                             |
| Anna Lyberg      | 2023–idag | Ambassadör |                                             |